# Jack Dorsey
Jack Patrick Dorsey (Saint Louis, 19 novembre 1976) è un informatico, imprenditore e filantropo statunitense, noto soprattutto per essere il creatore di Twitter e Fleetic, oltre che il fondatore e l'amministratore delegato di Square, Inc., società che gestisce un sistema di pagamento tramite telefono cellulare, fondata nel 2009.

## Biografia
Di origine italiana da parte di madre, ha lavorato come modello. Si è diplomato al liceo cattolico Bishop DuBourg High School. Nel 2008 la rivista Technology Review, pubblicata dal Massachusetts Institute of Technology, ha inserito il suo nome nella lista "TR35", come uno dei 35 più importanti innovatori nel mondo sotto i 35 anni di età.

## Vita privata
Nel 2012 Dorsey si è trasferito nel quartiere Sea Cliff di San Francisco. Ogni mattina va al lavoro camminando per cinque miglia, definendolo «un periodo liberatorio». È un fan del rapper statunitense Kendrick Lamar e della stazione radiofonica francese FIP. Nel tardo 2017 Dorsey ha completato i dieci giorni di meditazione noti come Vipaśyanā e insegnati dal maestro S. N. Goenka.
Ha contribuito finanziariamente alle campagne elettorali dei candidati presidenti democratici Andrew Yang e Tulsi Gabbard.

## Filantropia
Nel mese di marzo 2016 Dorsey ha interamente finanziato circa 600 progetti di scuole pubbliche del Missouri, registrati presso DonorsChoose, un'organizzazione statunitense non-profit che permette ai singoli di donare direttamente ai progetti scolastici.
Nell'ottobre 2019 ha donato 150 000$ a Team Trees, una raccolta fondi stanziata dallo youtuber MrBeast per combattere la deforestazione; sono stati piantati circa 20 milioni di alberi.
In occasione della pandemia di COVID-19, Dorsey ha annunciato il trasferimento di circa un miliardo di dollari (il 28% del suo patrimonio) da Square, Inc. a Start Small LLC e ai programmi di soccorso relativi al coronavirus. Si è anche impegnato a finanziare l'educazione e la salute delle ragazze e il reddito di base universale; ha donato inoltre 24 milioni di dollari a più di 40 beneficiari diversi per aiuti umanitari.
Il primo tweet della storia, fatto da egli stesso il 21 marzo 2006, è stato venduto all'asta come NFT e il ricavato dato in beneficenza.